# Villancy
Villancy is een plaats in het Franse departement Meurthe-et-Moselle in de gemeente Longuyon.